# JS Saoura
Jeunesse Sportive de Saoura (în arabă الشبيبة الرياضية للساورة), denumit în mod obișnuit JS Saoura sau simplu JSS, este un club de fotbal algerian care reprezintă orașul Meridja în competițiile fotbalistice. În prezent echipa concurează în prima ligă, primul nivel fotbalistic din Algeria.